# Fritz André
Fritz André (ur. 18 września 1946) – haitański piłkarz grający na pozycji obrońcy. Uczestnik Mistrzostw Świata w 1974.

## Kariera klubowa
Podczas kariery piłkarskiej Fritz André grał w Aigle Noir AC.

## Kariera reprezentacyjna
W reprezentacji Haiti Fritz André występował w latach siedemdziesiątych.
Podczas Mistrzostw Świata 1974 w RFN Fritz André zagrał w meczu z reprezentacją Polski, jednakże został zmieniony już w 37 min. meczu przy stanie 5-0 dla Polski.